# Parc d'État de Nehalem Bay
Pour les articles homonymes, voir Nehalem (homonymie).
Le parc d'État de Nehalem Bay (en anglais : Nehalem Bay State Park) est un parc d'État américain situé dans le comté de Tillamook en Oregon.

## Géographie
Le parc s'étend sur 895,11 acres (362,24 ha). Il se trouve sur un cordon littoral d'environ 4 milles (6 km) entre l'océan Pacifique et la baie de Nehalem,. La baie de Nehalem se trouve au niveau de l'estuaire du fleuve Nehalem (en).

## Histoire
Le comté de Tillamook cède une première partie du territoire actuel du parc à l'État de l'Oregon en 1938. Jusqu'en 1963, le comté cède d'autres parcelles tandis que l'État en achète à des propriétaires privés. Le parc est ouvert en 1972.

## Tourisme
Le parc accueille environ 750 000 visiteurs par an, dont plus de 170 000 y passent la nuit. L'aire de camping du parc comprend 265 emplacements avec eau et électricité ainsi que 18 yourtes.
Un aérodrome (Nehalem Bay State Airport) est construit par l'État en 1958. Il est aujourd'hui situé au sein du parc.

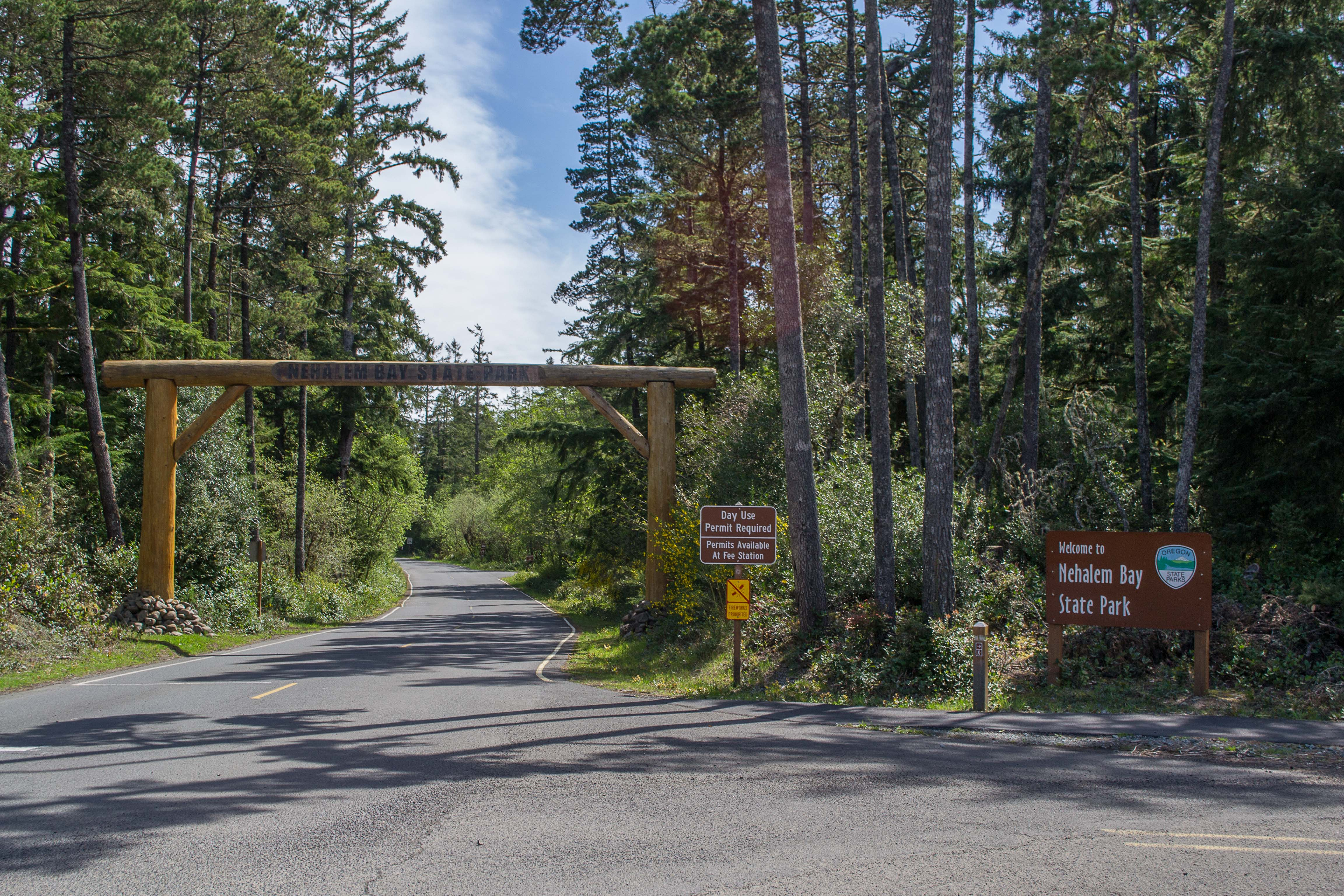
L'entrée du parc.
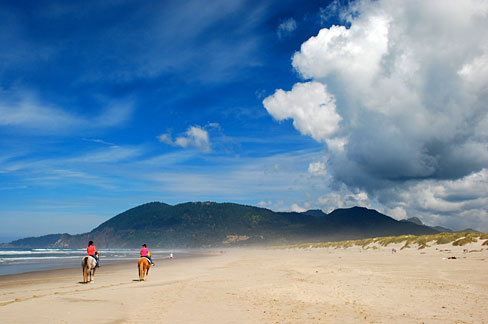
Des cavaliers dans le parc.
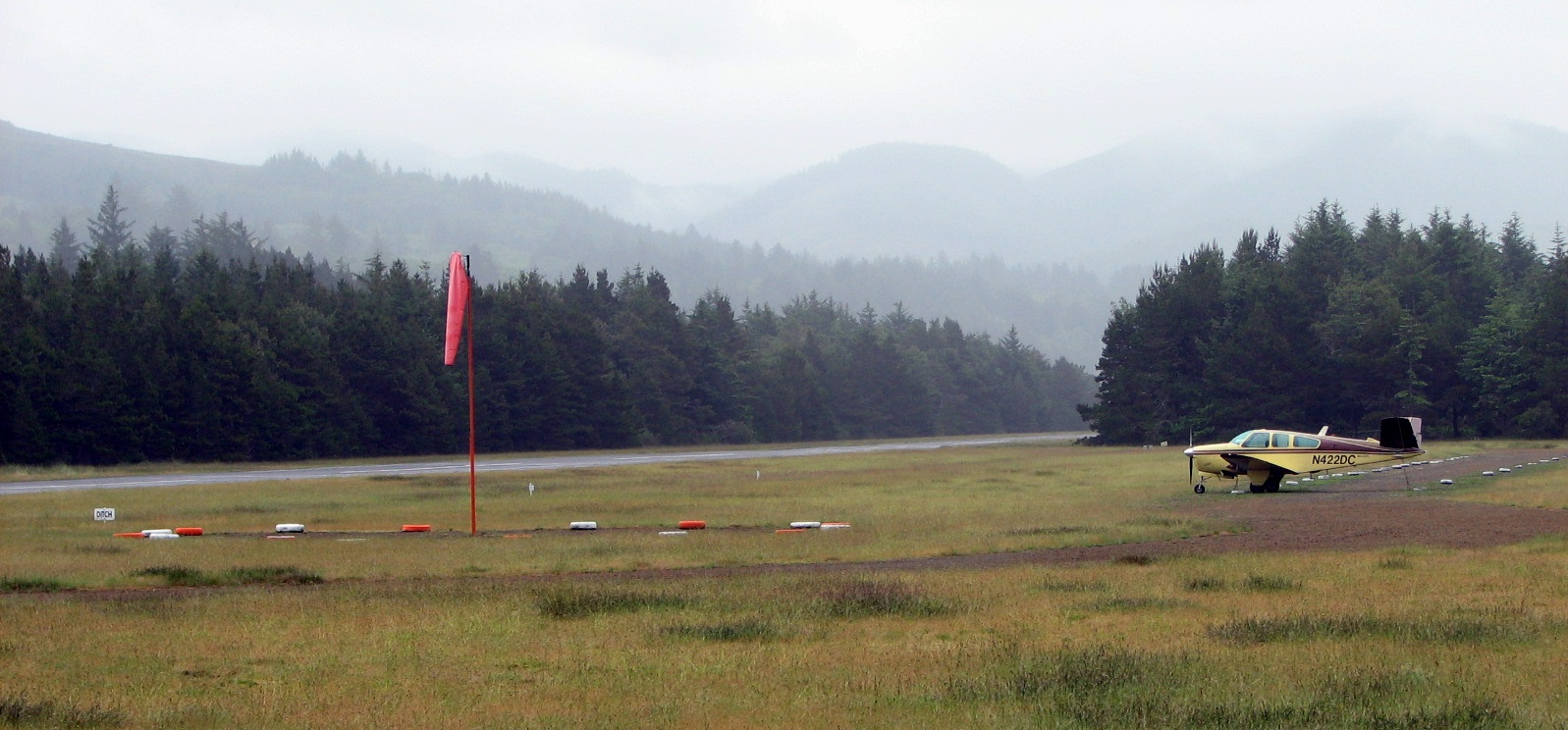
Le Nehalem Bay State Airport.

## Faune et flore
Le parc est un lieu de nidification du pluvier neigeux. Des cerfs, des wapitis et des coyotes vivent également sur son territoire.